# Bulen
Bulen – miasto w Etiopii, w stanie Beniszengul-Gumaz. Według danych szacunkowych na rok 2008 liczy 5 982 mieszkańców Ośrodek przemysłowy.